# Rejon Ağcabədi
Rejon Ağcabədi (azer. Ağcabədi rayonu) – rejon w centralnym Azerbejdżanie.